# UMap
uMap es un servicio web de código abierto (licencia de software WTFPL) que permite crear mapas personalizados con capas de OpenStreetMap para embeberlos en un sitio web.